# Petteri Jalava
Eelis Petteri Jalava, född 28 september 1967, är en svensk estradpoet. 
Han har gett ut tre diktsamlingar: Lindansaren (1999), Metastaser och andra odjur (2002) samt Tiden har inga stränder (2002).
Åtminstone 2023–2025 var Jalava eventmanager på RP Eating AB.